# سان فيليو دي بوكسايو
بلدية سان فيليو دي بوكسايو (بالإسبانية: San Felíu de Buxalleu) هي بلدية تقع في مقاطعة جرندة التابعة لمنطقة كتالونيا شمال شرق إسبانيا.

## الديموغرافيا
بلغ عدد سكان بلدية سان فيليو دي بوكسايو 768 نسمة عام 2011 (وفقاً للمعهد الوطني الإسباني للإحصاء).
| 672 | 717 | 734 | 769 | 793 | 811 | 768 |

## أعلام
- ريموند برانجيه الثاني